# 암스테르담 영국 학교
암스테르담 영국 학교(British School of Amsterdam)는 네덜란드 암스테르담 소재 사립 12년제 영국 관련 국제 초중고등학교이다.

## 개교
이 학교는 1978년에 첫 개교되었다.